# Selentschukskaja
Selentschukskaja (russisch Зеленчу́кская, karatschai-balkarisch Зеленчук) ist eine Staniza in der Republik Karatschai-Tscherkessien (Russland) mit 19.449 Einwohnern (Stand 14. Oktober 2010).

## Geographie
Die Staniza liegt im Nordteil des Großen Kaukasus, zwischen dem Skalisty-Kamm („Felsenkamm“), der sich nördlich des Ortes bis auf 1600 m erhebt, und dem 60 km weiter südlich verlaufenden Hauptkamm. Durch den etwa 60 km Luftlinie südwestlich der Republikhauptstadt Tscherkessk gelegenen Ort fließt der namensgebende Große Selentschuk (Bolschoi Selentschuk), ein linker Nebenfluss des Kuban.
Selentschukskaja ist Verwaltungszentrum des gleichnamigen Rajons Selentschukskaja.

## Geschichte
Die Staniza Selentschukskaja wurde 1859 von Kosaken gegründet, die aus dem Dongebiet sowie den Gouvernements Charkow, Poltawa und Woronesch umgesiedelt wurden. Sie gehörte zunächst zur Abteilung (Otdel) Batalpaschinsk der Oblast Kuban. 1922 wurde sie im Rahmen einer Verwaltungsreform Zentrum eines neu geschaffenen Rajons des damaligen Karatschai-Tscherkessischen Autonomen Gebietes, des Vorgängers der heutigen Republik.

### Bevölkerungsentwicklung
| Jahr | Einwohner |
| ---- | --------- |
| 1939 | 12.629    |
| 1959 | 16.464    |
| 1970 | 17.894    |
| 1979 | 17.948    |
| 1989 | 20.455    |
| 2002 | 21.025    |
| 2010 | 19.449    |

Anmerkung: Volkszählungsdaten

## Kultur und Sehenswürdigkeiten
Unmittelbar am südlichen Ortsrand befindet sich seit 1974 das größte Radioteleskop der Welt, das RATAN 600 der Russischen Akademie der Wissenschaften (RAN). Es gehört zum Speziellen Astrophysikalischen Observatorium der RAN, auch Selentschuk-Observatorium genannt, das mit seinem Sechs-Meter-Spiegelteleskop in einem Kuppelbau von 53 Meter Durchmesser auf einem etwa 2000 m hohen Bergrücken etwa 30 km südlich der Staniza liegt.

## Wirtschaft und Infrastruktur
In Selentschukskaja der Lebensmittel- und Textilindustrie sowie der Forst- und Baumaterialienwirtschaft.
Die nächste Bahnstation befindet sich per Straße knapp 60 km entfernt in der nordöstlich gelegenen Stadt Ust-Dscheguta und ist Endpunkt einer 67 km langen Stichstrecke von Newinnomyssk (Station Selentschuk) an der Hauptstrecke der Nordkaukasischen Eisenbahn. Durch Selentschukskaja verläuft die von Maikop, der Hauptstadt der Republik Adygeja, kommende Regionalstraße R256, die 30 km östlich der Staniza an der Fernstraße A155 zwischen Ust-Dscheguta und Karatschajewsk im Kubantal endet. In Selentschukskaja zweigt von dieser die R265 ab, die den Großen Selentschuk aufwärts bis in den 50 km entfernten Touristenort Archys führt.